# Robert Taylor (velocista 1948)
Robert James Taylor (Tyler, 14 settembre 1948 – Missouri City, 13 novembre 2007) è stato un velocista statunitense.
Nel 1972 prese parte ai Giochi olimpici di Monaco di Baviera dove conquistò la medaglia d'argento nei 100 metri piani e la medaglia d'oro nella staffetta 4×100 metri, facendo registrare il record mondiale. Fu l'ultimo record ufficializzato con cronometraggio manuale.

## Record mondiali

### Seniores
- Staffetta 4×100 metri: 38"19 ( Monaco di Baviera, 10 settembre 1972) (Larry Black, Robert Taylor, Gerald Tinker, Eddie Hart) (fino al 3 settembre 1977)

## Palmarès
| Anno | Manifestazione  | Sede   | Evento      | Risultato | Prestazione | Note  |
| ---- | --------------- | ------ | ----------- | --------- | ----------- | ----- |
| 1972 | Giochi olimpici | Monaco | 100 m piani | Argento   | 10"24       | [ 1 ] |
| 1972 | Giochi olimpici | Monaco | 4×100 m     | Oro       | 38"19       |       |